# San Rafael, Zapotlanejo
San Rafael är en ort i Mexiko.   Den ligger i kommunen Zapotlanejo och delstaten Jalisco, i den centrala delen av landet, 400 km väster om huvudstaden Mexico City. San Rafael ligger 1 485 meter över havet och antalet invånare är 143.
Terrängen runt San Rafael är kuperad åt sydost, men åt nordväst är den platt. San Rafael ligger nere i en dal. Runt San Rafael är det ganska glesbefolkat, med 47 invånare per kvadratkilometer. Närmaste större samhälle är Zapotlanejo, 9,6 km norr om San Rafael. I omgivningarna runt San Rafael växer huvudsakligen savannskog.